# جينيستا ليدية
الجينيستا الليدية[بحاجة لمصدر] (باللاتينية: Genista lydia) نوع نباتي يتبع جنس الجينيستا من الفصيلة البقولية.

## الموئل والانتشار
موطنها مناطق بلاد الشام وتركيا.

## مرادفات للاسم العلمي
- (باللاتينية: Genista rhodopea Velen.)
- (باللاتينية: Genista rumelica Velen.)